# Ivan Stanković
Ivan Stanković (szerbül: Иван Станковић, Belgrád, 1982. április 27. –) Európa-bajnoki ezüstérmes szerb válogatott kézilabdázó.

## Pályafutása

### Klubcsapatokban
Pályafutását a belgrádi Partizan csapatában kezdte, ahol 2004-ig kézilabdázott. Ez idő alatt kétszer nyert bajnoki címet egyszer pedig kupát a csapattal, valamint szerepelt a Bajnokok Ligája csoportkörében is az 1999–2000-es, a 2002–2003-as és a 2003–2004-es idényekben. 2004 nyarán Spanyolországba, a Bidasoa Irún együtteséhez szerződött. Három idényen keresztül volt a csapat játékosa, ezt követően pedig négy szezont a szintén spanyol Aragónban töltött. 2011-ben Franciaországba igazolt, ahol a Créteil és az Ivry együttesével is bajnoki címet nyert a francia másodosztályban.

### A válogatottban
A szerb válogatottban 2009-ben mutatkozott be, 30 mérkőzésen 58 gólt szerzett a nemzeti csapatban. Tagja volt a 2012-beng hazai pályán Európa-bajnoki ezüstérmet szerző csapatnak és szerepelt a londoni olimpián is.

## Sikerei, díjai
Partizan
- Jugoszláv bajnok: 2002, 2003
- Jugoszláv Kupa-győztes: 2001

Créteil
- Francia másodosztály, bajnok: 2014

Ivry
- Francia másodosztály, bajnok: 2015